# Всесвітня федерація дартсу
Всесвітня федерація дартсу (англ. World Darts Federation, WDF) — спортивний керівний орган, і (разом із PDC) організатор турнірів з гри в дартс. Федерація була утворена у 1974 році представниками чотирнадцяти національних асоціацій дартсу. Членство відкрито для національних асоціацій дартсу з усіх країн. WDF заохочує популяризацію дартсу між цими організаціями, намагаючись отримати міжнародне визнання дартсу як основного виду спорту. WDF є повноправним членом глобальної асоціації міжнародних спортивних федерацій, яка є керівним органом міжнародних спортивних федерацій.
WDF проводить Кубок світу WDF, а також континентальні змагання, такі як Кубок Америки WDF, Кубок Азіатсько-Тихоокеанського регіону WDF і Кубок Європи WDF. Країна, яка посідає перше місце в загальній таблиці лідерів (загальний найкращий результат у двох видах, одиночному, парному, командному), стає володарем кубку світу WDF. Переможці будь-яких з цих змагань також можуть називати себе офіційними переможцями кубку світу WDF. Переможці континентальних змагань можуть називати себе офіційними переможцями своїх регіонів.
Після розпаду британської організації дартсу (BDO) у вересні 2020 року, WDF оголосила про плани запустити чемпіонат світу WDF, і WDF World Masters. Обидва змагання вперше відбулися у 2022 році, починаючи з чемпіонату світу з дартсу WDF 2022 у квітні.